# Intracytoplasmatische sperma-injectie

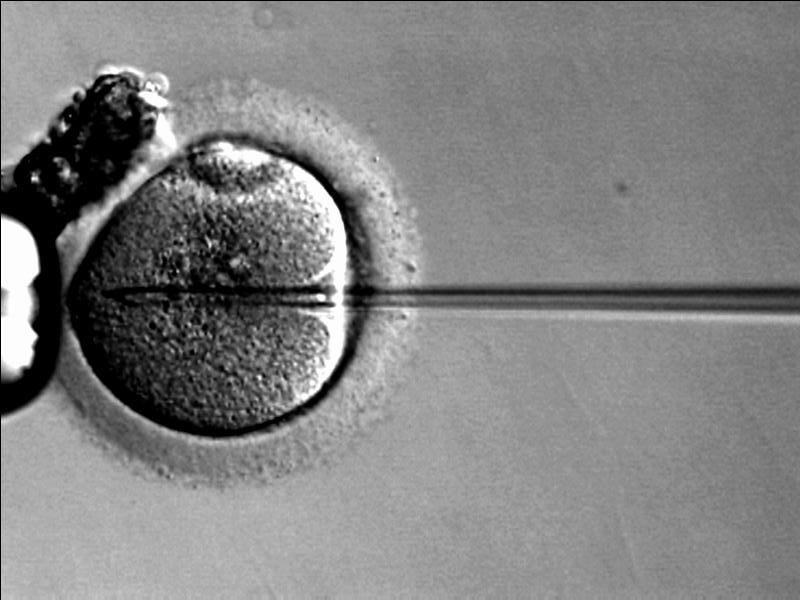
ICSI-behandeling

Intracytoplasmatische sperma-injectie of ICSI is een manier van medisch geassisteerde voortplanting waarbij één spermacel rechtstreeks wordt ingebracht in een eicel, de bevruchting gebeurt dus kunstmatig.

## Methode
Voor het kunnen uitvoeren van ICSI is het nodig de gameten van man en vrouw te isoleren.
Bij de man gebeurt dit door het opvangen van ejaculaat, meestal na masturbatie, in een recipiënt. De spermacellen worden vervolgens onder de microscoop geëvalueerd en een normaal gebouwde, beweeglijke spermacel wordt geïsoleerd. De staart wordt manueel onbeweeglijk gemaakt met behulp van een micropipet.
De vrouwelijke gameten (eicellen) worden uit de ovaria (eierstokken) geprikt na hyperstimulatie door hormonen. Eigenlijk ondergaat de vrouw dezelfde behandeling als gebruikelijk is voor in-vitrofertilisatie (IVF).
De eicellen worden na de pick-up uit de eierstokken onder de microscoop bekeken en ontdaan van hun cumuluscellen. Dit proces gebeurt deels manueel met een micropipet, deels enzymatisch.
Wanneer zowel de vrouwelijke als mannelijke gameten geprepareerd zijn, wordt een spermacel in de pipet opgezogen, waarna de pipet door de wand (zona pellucida) van de eicel heen wordt geprikt, alwaar de spermacel in de eicel wordt geïnjecteerd.
Bij een goede bevruchting zullen eicel en spermacel versmelten en gaan delen. We spreken dan van een zygote.

## Aangewezen bij
ICSI is een techniek die aangewend wordt in geval van ernstige mannelijke onvruchtbaarheid, waarbij er weinig normaal sperma teruggevonden wordt.
ICSI is ook vaak de gebruikte techniek wanneer er weinig eicellen gewonnen kunnen worden, om zich ervan te verzekeren dat de kans op bevruchting optimaal is. In geval van donoreicellen zal men vaker overgaan tot ICSI om de slaagkansen op bevruchting zo hoog mogelijk te houden.
Ook bij herhaaldelijk mislukte pogingen tot bevruchting met in-vitrofertilisatie (IVF) zal men zijn heil zoeken bij ICSI.
Ook in de dierenwereld zoekt men steeds vaker toevlucht tot ICSI om in geval van bedreigde diersoorten het voortbestaan van de soort trachten veilig te stellen.

## Geschiedenis
ICSI is een techniek die door dokter Gianpiero D. Palermo werd ontwikkeld aan de Vrije Universiteit te Brussel, België. De eerste zwangerschap door ICSI kwam tot stand in 1991 en de baby werd geboren in 1992. Anno 2017 zijn er wereldwijd al meer dan 1.500.000 kinderen geboren na bevruchting via ICSI.

## Risico's
Omdat er zo drastisch wordt ingegrepen op het bevruchtingsproces, wordt een deel van het natuurlijke selectieproces tijdens de voortplanting omzeild. Onderzoek gebeurt dan ook naar het voorkomen van neonatale afwijkingen bij ICSI-kinderen. Het vermoeden rees immers dat het percentage afwijkingen bij ICSI-kinderen hoger zou liggen dan bij een normale populatie. Onderzoek wees uit dat er geen verhoogd risico bestaat op zware neonatale afwijkingen bij ICSI in vergelijking met IVF.
Wel stelde dezelfde onderzoeksgroep in een ander onderzoek vast dat er een correlatie bestaat tussen nieuw gevormde chromosomale afwijkingen en de ernst van de afwijkingen van het sperma.

## Cryopreservatie
Cryopreservatie of het invriezen van embryo's is mogelijk na IVF en ICSI. Hierbij worden de embryo's 3 tot 6 dagen na de bevruchting snel diepgevroren met vloeibaar stikstof. Op een later tijdstip kunnen deze ingevroren embryo's ontdooid worden en teruggeplaatst in de baarmoeder met het oog op zwangerschap. Vroeger kwam ongeveer de helft van deze embryo's levend uit het proces van cryopreservatie, dankzij een nieuwe ontdooitechniek overleeft tegenwoordig zo'n 95% van de embryo's het ontdooien.
Ook sperma kan ingevroren worden en nadien gebruikt worden voor ICSI. Sinds 2006 kan dit ook bij eicellen (nauwkeuriger gezegd: oöcyten). Eerder leken zij dit proces niet te kunnen overleven. Dit kan te maken hebben met de zwakkere celwanden van een eicel. Zaadcellen hebben een sterkere wand en die eigenschap krijgt een eicel ook bij een bevruchting. Bij oöcyten wordt vitrificatie toegepast, een speciale methode van invriezen die de vorming van schadelijke ijskristallen voorkomt.